# کلودیا زورنوزا
کلودیا زورنوزا (انگلیسی: Claudia Zornoza؛ زادهٔ ۲۰ اکتبر ۱۹۹۰) بازیکن فوتبال اهل اسپانیا است.
از باشگاه‌هایی که در آن بازی کرده‌است می‌توان به باشگاه فوتبال زنان اتلتیکو مادرید و باشگاه فوتبال زنان والنسیا اشاره کرد.
وی همچنین در تیم‌های ملی فوتبال Spain women's national under-19 football team و زنان اسپانیا بازی کرده‌است.